# Torgny Johansson
Henning Torgny Johansson, född 13 september 1942, är en svensk jurist som var lagman i Skellefteå tingsrätt från 1993 till 2007.
Johansson erhöll i november 1978 ett långtidsvikariat som rådman i Piteå tingsrätt och året efter en ordinarie tjänst som rådman i Skellefteå tingsrätt.  1993 utsågs han till lagman i Skellefteå tingsrätt.